# Motormusée de Riga
Le MotorMusée de Riga est un musée situé à Riga, capitale de la Lettonie.
Créé par le Latvia Antique Automobile club (AAK) il est actuellement dépendant du ministère des transports.

## Quelques pièces

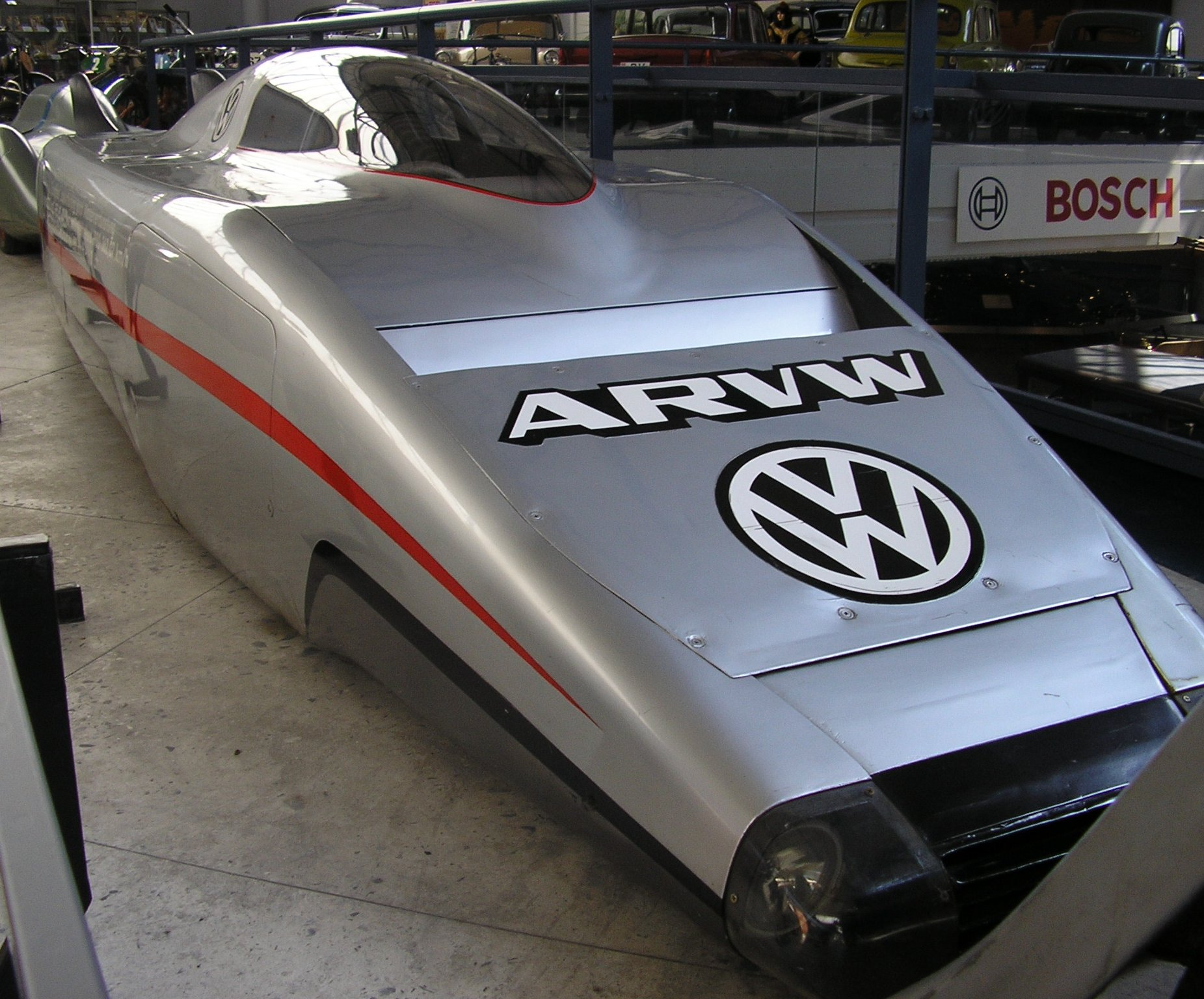
Volkswagen ARVW.
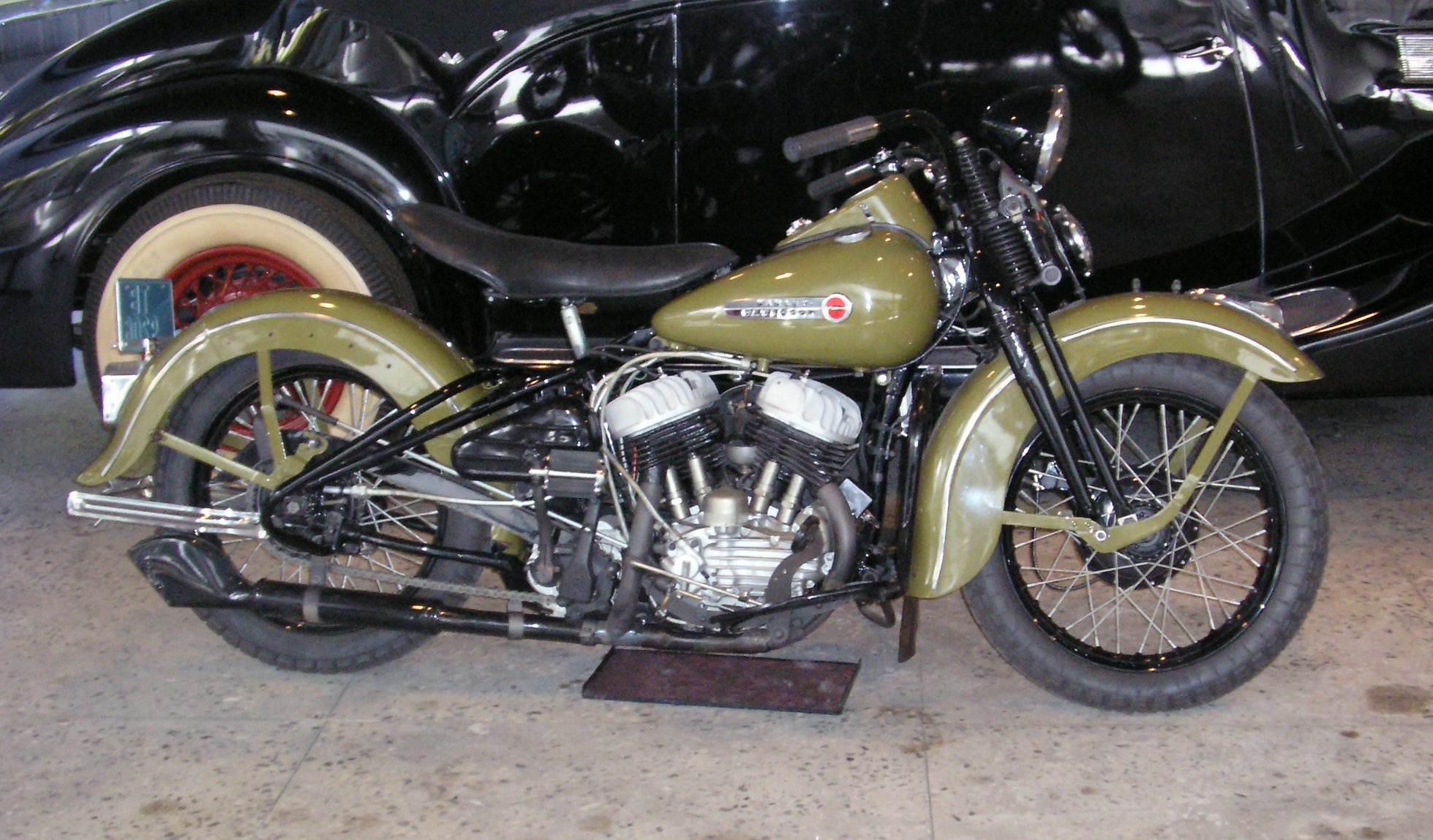
Harley-Davidson WL.
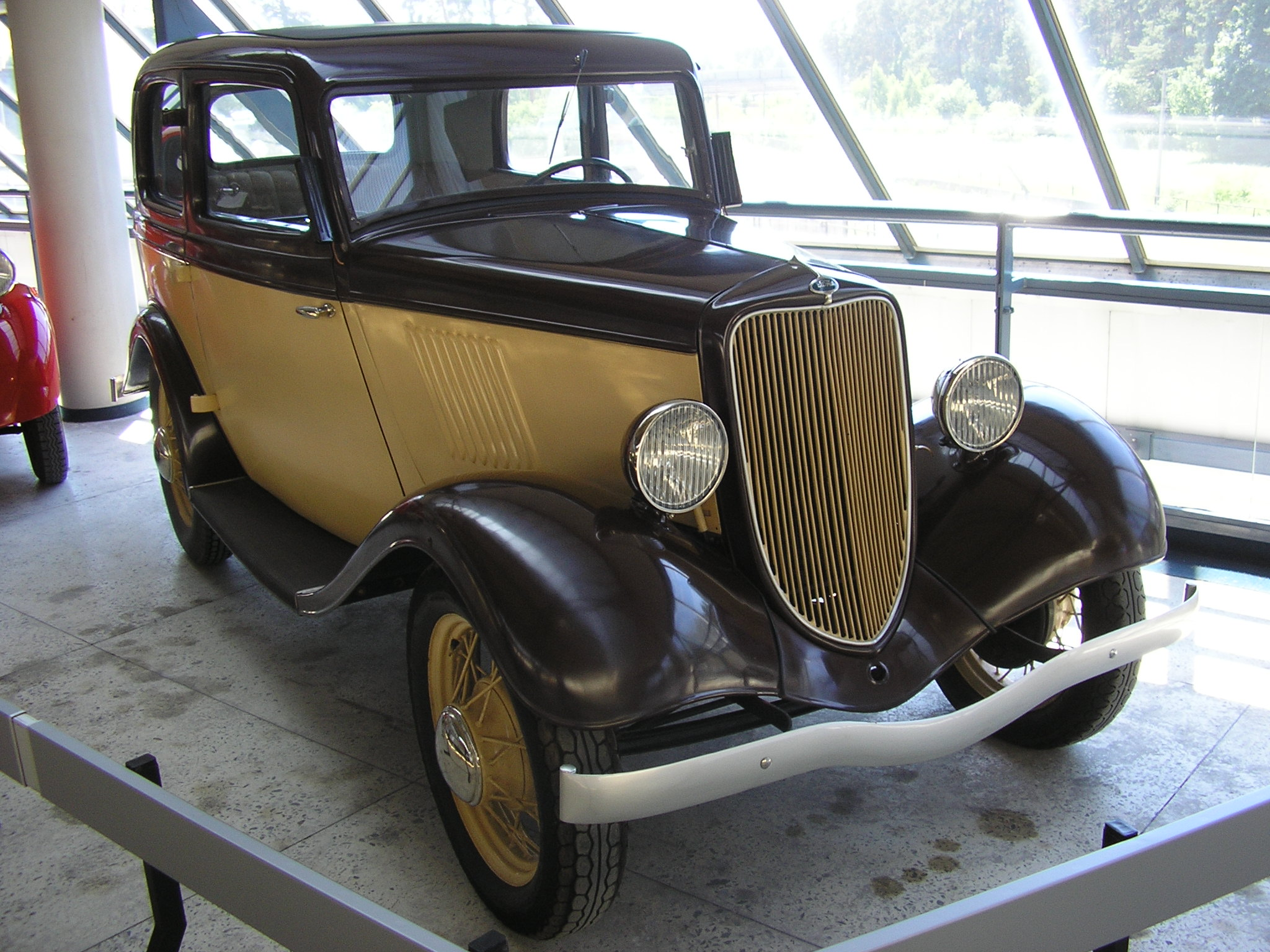
Ford Köln.
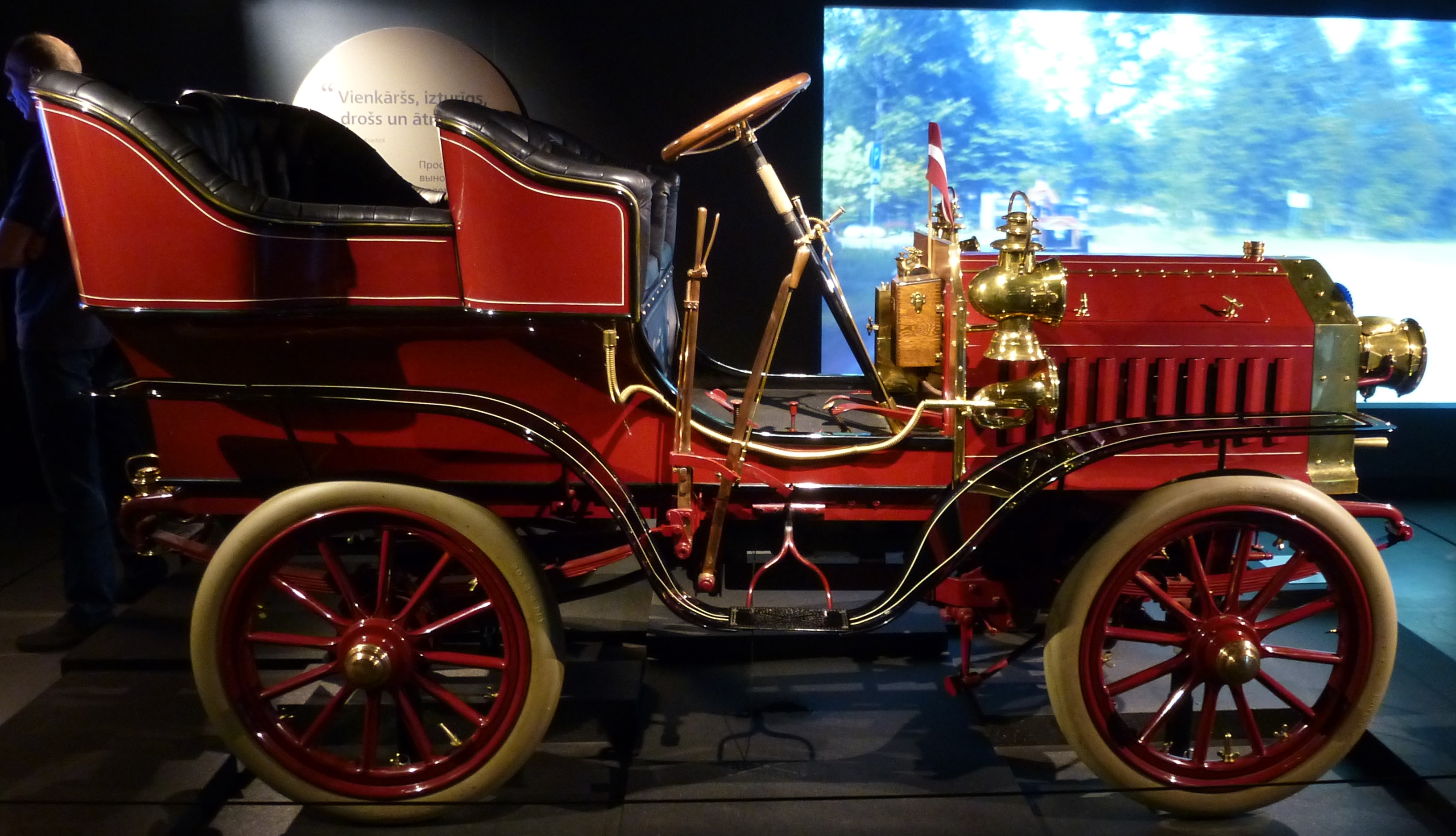
Krastin de 1903.
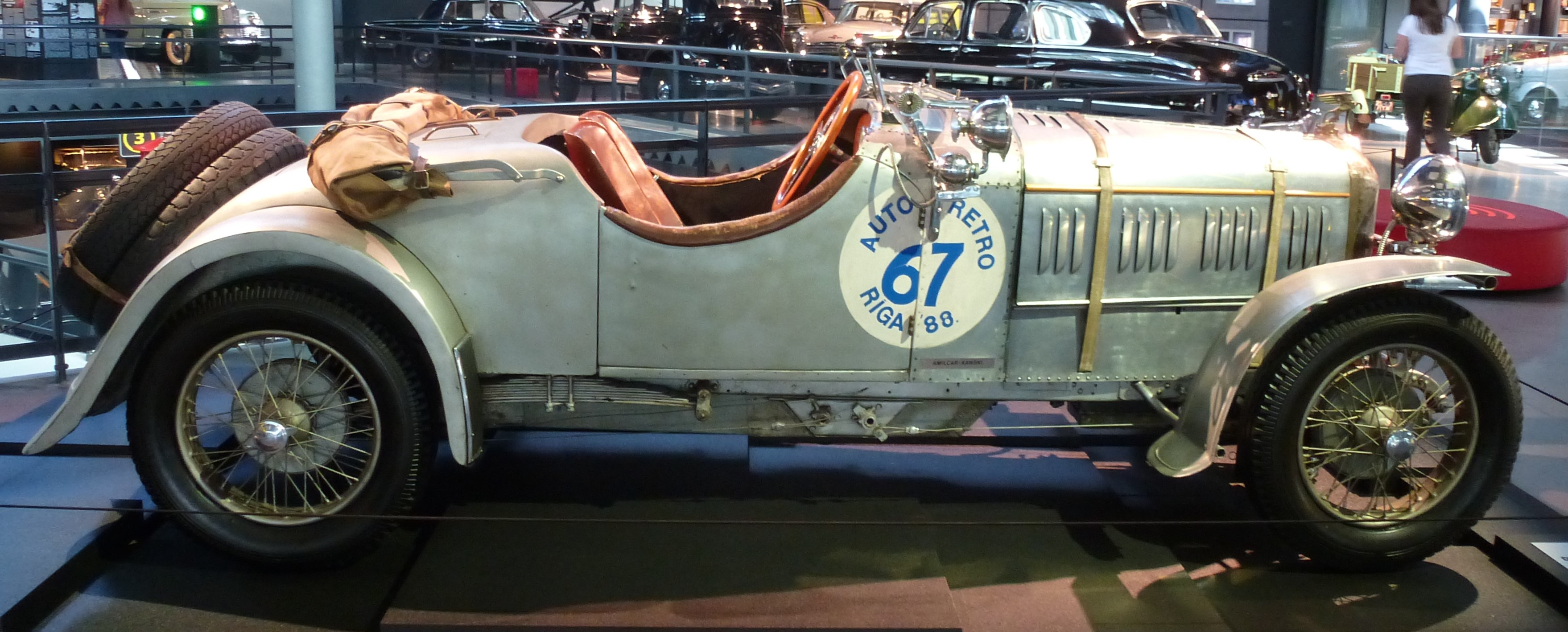
Amilcar Type CGS Roadster 1924.